# Resolutie 1803 Veiligheidsraad Verenigde Naties
Resolutie 1803 van de Veiligheidsraad van de Verenigde Naties werd door de Veiligheidsraad van de Verenigde Naties aangenomen op 3 maart 2008. Veertien leden van de Raad stemden voor en één, Indonesië, onthield zich. De resolutie verstrengde de sancties tegen Iran verder omwille van diens kernprogramma. Ook werden de landen gevraagd waakzaam te zijn over activiteiten met Iraanse banken en verdachte Iraanse vliegtuigen en schepen te inspecteren.

## Achtergrond
Irans nucleaire programma werd reeds in de jaren 1950 en met Amerikaanse ondersteuning op touw gezet om kernenergie voort te brengen. Na de Iraanse Revolutie in 1979 lag het kernprogramma stil. Eind jaren 1980 werd het, deze keer zonder Westerste steun maar met medewerking van Rusland en China, hervat. Er rees echter internationale bezorgdheid dat het land ook de ambitie had om kernwapens te ontwikkelen.

## Inhoud

### Waarnemingen
De Gouverneursraad van het Internationaal Atoomenergieagentschap had in een resolutie gesteld dat het oplossen van de Iraanse kernenergiekwestie de globale non-proliferatie en de doelstelling van een massavernietigingswapenvrij Midden-Oosten ten goede zou komen. Iran had echter haar uraniumverrijkingsactiviteiten en zwaar water-projecten opgeschort noch de samenwerking met het IAEA hervat, zoals was geëist.
China, Frankrijk, Duitsland, Rusland, het Verenigd Koninkrijk en de Verenigde Staten waren bereid verdere concrete maatregelen te nemen om de kwestie door middel van onderhandeling op te lossen. Deze landen zeiden dat eens de internationale gemeenschap er vertrouwen in had dat het Iraanse kernprogramma enkel vreedzame doeleinden diende, het land verder zou worden
behandeld als elke andere partij van het non-proliferatieverdrag.

### Handelingen
Iran moest onverwijld de stappen die het IAEA bepaalde nemen om dat vertrouwen te winnen. Iran en het IAEA hadden een akkoord gesloten om alle openstaande vragen over het kernprogramma uit te klaren.
Alle landen moesten personen die bij Irans kern- of raketprogramma betrokken waren van hun grondgebied weren. Ook moesten ze de verkoop of levering van materialen, uitrusting, goederen en technologie in verband met nucleaire activiteiten aan Iran verbieden. Verder moesten ze waakzaam zijn bij toekennen van steun voor handel met Iran en het toezicht op de activiteiten van hun banken met banken uit Iran om te vermijden dat die zouden bijdragen aan
de nucleaire activiteiten van dat land. Alle landen werden voorts opgeroepen Iraanse vrachtvliegtuigen en -schepen die ervan verdacht werden verboden goederen te vervoeren te inspecteren.

### Annex I
De eerste bijlage gaf een lijst van Iraniërs die bij het Iraanse kernprogramma waren betrokken en tegen wie de opgelegde reisbeperkingen golden.

### Annex II
De tweede bijlage vulde deze lijst aan met dergelijke personen die reeds in de resoluties 1737 en 1747 werden genoemd.

### Annex III
De laatste bijlage was een lijst van Iraanse bedrijven die bij Irans kern- op raketprogramma waren betrokken.

## Verwante resoluties
- Resolutie 1737 Veiligheidsraad Verenigde Naties (2006)
- Resolutie 1747 Veiligheidsraad Verenigde Naties (2007)
- Resolutie 1810 Veiligheidsraad Verenigde Naties
- Resolutie 1835 Veiligheidsraad Verenigde Naties

Lijst ·  1795 ·  1796 ·  1797 ·  1798 ·  1799 ·  1800 ·  1801 ·  1802 ·  1803 ·  1804 ·  1805 ·  1806 ·  1807 ·  1808 ·  1809 ·  1810 ·  1811 ·  1812 ·  1813 ·  1814 ·  1815 ·  1816 ·  1817 ·  1818 ·  1819 ·  1820 ·  1821 ·  1822 ·  1823 ·  1824 ·  1825 ·  1826 ·  1827 ·  1828 ·  1829 ·  1830 ·  1831 ·  1832 ·  1833 ·  1834 ·  1835 ·  1836 ·  1837 ·  1838 ·  1839 ·  1840 ·  1841 ·  1842 ·  1843 ·  1844 ·  1845 ·  1846 ·  1847 ·  1848 ·  1849 ·  1850 ·  1851 ·  1852 ·  1853 ·  1854 ·  1855 ·  1856 ·  1857 ·  1858 ·  1859